# MadTracker
MadTracker est un logiciel tracker pour Microsoft Windows.
Édité dans sa première version en 1988, il a depuis évolué pour devenir un tracker à 64 pistes, complètement automatisable.
L´auteur de ce logiciel est Yannick Delwiche qui travaille actuellement sur la version 3 de son logiciel. Cette version sera open-source car le développeur ne pourra plus s'investir à plein temps sur le développement du logiciel. Un portage de MadTracker 3 sur Linux est envisagé.